# Copa Hernán
La Copa Hernán va ser un torneig de basquetbol organitzat per la Federació Catalana de Basquetbol que va començar a disputar-se l'any 1944. Els premis per als campions, una copa i una pilota de la marca "Hernán", eren proporcionats per l'empresari Juan Hernández, propietari de l'empresa que començava a subministrar pilotes a les principals competicions esportives de Catalunya.
Estava dividida en tres competicions: una per als equips de tercera categoria masculins, un altre per als de primera i segona categoria femenina i un altre per als primers equips masculins, sent aquesta la competició que va adquirir major rellevància. La primera edició va ser guanyada pel Club Joventut Badalona, derrotant al BIM a la final per 56 a 32. La segona edició, celebrada a la pista de la Gran Via de Barcelona, la va guanyar el CB Manresa al derrotar per 24 a 22 al JACE Calella, i la tercera la guanyaria L'Hospitalet, derrotant a la final al Círcol Catòlic. Precissament seria el Círcol Catòlic de Badalona el campió de l'edició següent al derrotar el CN Mediterráneo per 46 a 26 en el camp del Laietà. La final de la cinquena edició es va celebrar al camp del BIM, resultant guanyador el JACE Calella al derrotar el FC Barcelona per 41 a 40. El 1950 la final es va celebrar a Les Arenes entre el vigent campió d'Espanya, el FC Barcelona, i el subcampió, el Joventut, guanyant el títol aquest darrer per 33 a 27. Les dues temporades següents el Joventut torna a guanyar la competició, convertint-se en el club que més vegades el conqueria.
A partir de l'any 1952 el torneig continua disputant-se però tan sols amb equips de la segona categoria.
| Edició | Any  | Campió                 | Finalista              | Resultat |
| ------ | ---- | ---------------------- | ---------------------- | -------- |
| I      | 1944 | Club Joventut Badalona | BIM                    | 56–32    |
| II     | 1945 | CB Manresa             | JACE Calella           | 24–22    |
| III    | 1946 | CB L'Hospitalet        | Círcol Catòlic         | 32–20    |
| IV     | 1947 | Círcol Catòlic         | CD Mediterráneo        | 46–26    |
| V      | 1948 | JACE Calella           | FC Barcelona           | 41–40    |
| VI     | 1949 | UD Montgat             | Club Joventut Badalona | 38–42    |
| VII    | 1950 | Club Joventut Badalona | FC Barcelona           | 33–27    |
| VIII   | 1951 | Club Joventut Badalona | CB Santfeliuenc        | 46–27    |
| IX     | 1952 | Club Joventut Badalona | CB Mollet              | 61–35    |